# Portfel (film)
Portfel – polski film krótkometrażowy z 1970 roku, w reżyserii Juliana Dziedziny.
Film kręcony w Warszawie.

## Opis fabuły
Pewien roztargniony profesor matematyki, uczący w szkole średniej, zauważa zniknięcie portfela. Jest przekonany, że padł ofiarą złodzieja. Postanawia odszukać człowieka, którego posądza o kradzież, i odebrać swoją własność. Plan się udaje, jednak niespodziewanie okazuje się, że portfel nie należy do niego.

## Obsada aktorska
- Bolesław Płotnicki – Łukasz Kwiatkowski, nauczyciel matematyki w liceum
- Zygmunt Kęstowicz – prezes zjednoczenia zakładów drobiarskich, właściciel portfela
- Barbara Ludwiżanka – Zofia, żona Kwiatkowskiego
- Zbigniew Koczanowicz – dyrektor liceum
- Zygmunt Apostoł – nauczyciel Zaremba
- Tadeusz Kosudarski – milicjant, ojciec ucznia
- Jerzy Moes – dziennikarz rozmawiający z prezesem zjednoczenia
- Adam Perzyk – Antoni, pracownik liceum